# Rafał Kuptel
Rafał Kuptel (né le 1er avril 1976 à Iława), est un ancien handballeur polonais.
Sélectionné à 144 reprises dans l'équipe de Pologne de handball, de 1995 à 2008, il est vice-champion du monde en 2007.

## Biographie
Rafał Kuptel fait ses débuts de joueur au Spójnia Gdańsk, avant de rejoindre en 1999 l'effectif d'un autre club de Gdańsk, le Wybrzeże. Il quitte Gdańsk en 2001 et signe avec un club de Varsovie, le Klub Sportowy Warszawianka où il reste deux saisons. 
Après un bref passage au club luxembourgeois du HC Berchem, il est recruté par le Wisła Płock le 1er juillet 2003 et dispute son premier match sous ses nouvelles couleurs le 13 septembre 2003, à domicile, contre le MMTS Kwidzyn. Il y met un terme à sa carrière en 2011.

## Palmarès

### Club
- Vainqueur du Championnat de Pologne : 2000, 2001, 2004, 2005, 2006, 2008 et 2011
  - Vice-Champion de Pologne : 2007 et 2009
- Vainqueur de la Coupe de Pologne : 2002, 2005, 2007 et 2008

### Sélection nationale
- Jeux olympiques :
  - 5e des Jeux olympiques de 2008 à Pékin,  Chine
- Championnat du monde :
  -  Médaille d'argent du Championnat du monde 2007 en  Allemagne

## Distinctions personnelles
Après leur titre de vice-champion du monde obtenu en 2007, Rafał Kuptel et ses coéquipiers reçoivent la Croix d'or du Mérite (Krzyż Zasługi), le 5 février 2007, des mains de Lech Kaczyński, le président de la République de Pologne lors d'une cérémonie au palais Koniecpolski.